# Remete-hegy (Budapest)
A Remete-hegy a Budai-hegység egyik magaslata Budapest belterületén, a Hármashatár-hegy tömbjében, a 495 méter magas főcsúcs egyik déli előhegye. Legmagasabb pontja, mely 351 méter magasságban helyezkedik el, a III. kerületben, az Óbuda hegyvidéke összefoglaló nevet viselő városrész területén található. Nem tévesztendő össze a Budai-hegység másik, azonos nevű, 424 (más adat szerint 423) méter magas hegyével, amely a Zsíros-hegy tömbjében található, és a csúcsa már kívül esik a városhatáron, Remeteszőlős lakott területe fölött emelkedik.

## Fekvése
Déli oldala a Szép-völgyre néz, keleti lejtői Óbuda központja felé futnak le. Legközelebbi szomszédja észak felől a 396 méter magas Tábor-hegy, északnyugat felől a 397 méteres Alsó-Kecske-hegy, délkelet felől pedig a 301 méterig emelkedő Mátyás-hegy.

## Megközelítése
Budapesti közösségi közlekedéssel a 65-ös busszal közelíthető meg a legegyszerűbben, amely a Kolosy tértől indul, és felső végállomása a Fenyőgyöngye Vendéglőnél található. [2014 óta nem minden 65-ösnek van itt a végállomása, igény esetén a buszok még három megállónyit haladnak fölfelé, a Szépvölgyi dűlőnél kialakított újabb végállomásig.]